# 液体推進技術研究院
液体推進技術研究院は中国のロケットエンジンの開発、製造組織。

## 概要
1965年に設立された中国の液体ロケットエンジンの開発センターで、軍用と民間用の両方のエンジンの開発を担当する。これまで数々のロケット、ミサイルのエンジンの開発を担当してきた。近年ではアメリカ、ソビエト、日本に次いで二段燃焼サイクルのエンジンの開発、実用化にも成功している。

## 製品
- YF-20
- YF-23
- YF-40
- YF-50t
- YF-73
- YF-75
- YF-75D
- YF-77
- YF-100
- YF-115